# Helistop Ittoqqortoormiit
Helistop Ittoqqortoormiit (IATA: OBY, ICAO: BGSC) je helistop nacházející se v grónské osadě Ittoqqortoormiit. Ta leží na východním pobřeží kraje Sermersooq, asi 1400 kilometrů od hlavního města Nuuk. Helistop je určen pro přesun lidí mezi osadou a letištěm Nerlerit Inaat.

## Aerolinie a destinace
| Aerolinie     | Destinace              |
| ------------- | ---------------------- |
| Air Greenland | Letiště Nerlerit Inaat |

Kvůli nedostatečné kapacitě musí helikoptéry na každý let letět až čtyřikrát. Mezi každým odletem je 50 minut, což způsobuje pro mnoho pasažérů delší cestovní čas. Vzdálenost k letišti Nerlerit Inaat je kolem 38 kilometrů.

## Relokace
Existuje možnost, že letiště Nerlerit Inaat bude přesunuto na poloostrov Liverpool Land, který se nachází mezi Ittoqqortoormiitem a již zaniklou osadou Uunarteq. Letiště by se nacházelo k Ittoqqortoormiitu mnohem blíže, což by mohlo eliminovat potřebu pro přestupy na helistop.